# Патель, Бхавина
Бхавина Хасмухбхай Патель (хинди भाविना पटेल; род. 6 ноября 1986) — индийская паралимпийка, игрок в настольный теннис. Серебряный призёр летних Паралимпийсих игр 2020 года в Токио.

## Карьера
Патель, которая играет в настольный теннис в инвалидной коляске, выиграла несколько золотых и серебряных медалей на национальных и международных соревнованиях. Она достигла выиграла серебряную медаль в индивидуальном первенстве на чемпионате PTT по настольному теннису в Таиланде 2011 года. В октябре 2013 года Патель выиграла серебряную медаль в женском одиночном разряде в классе C4 на чемпионате Азии по настольному теннису в Пекине.
Бхавина выиграла бронзовую медаль на чемпионате Азии 2017 года в Пекине. Она победила кореянку Канг в женском одиночном разряде класса C4 со счётом 3:0 и принесла Индии медаль.
Её тренирует Лалан Доши. Её гидом является Теджалбен Лакхиа.
На Паралимпийских играх в Токио 2020 года она победила вторую сеяную и чемпионку Паралимпийских игр в Рио Бориславу Ранкович и вышла в полуфинал класса C4 в женском одиночном разряде. Она также обыграла китаянку Чжан Мяо, но в финале уступила Чжоу Ин и стала серебряным призёром.